# El Mirador, Omealca
El Mirador är en ort i Mexiko.   Den ligger i kommunen Omealca och delstaten Veracruz, i den sydöstra delen av landet, 250 km öster om huvudstaden Mexico City. El Mirador ligger 520 meter över havet och antalet invånare är 300.
Terrängen runt El Mirador är varierad. Runt El Mirador är det ganska tätbefolkat, med 129 invånare per kvadratkilometer. Närmaste större samhälle är Córdoba, 16,0 km nordväst om El Mirador. Trakten runt El Mirador består till största delen av jordbruksmark.